# Fabricio Formiliano
Fabricio Formiliano, vollständiger Name Fabricio Orosmán Formiliano Duarte, (* 14. Januar 1993 in Salto) ist ein uruguayischer Fußballspieler.

## Karriere

### Verein
Fabricio Formiliano stammt aus der Jugend Danubios. Dort spielte er bereits in der Séptima (U-14) und wurde mit diesem Team Uruguayischer Meister. Er steht mindestens seit der Apertura 2011 im Kader des Erstligisten Danubio. Für die Montevideaner bestritt er bis zum Abschluss der Spielzeit 2012/13 je nach Quellenlage 30 oder 31 Spiele in der Primera División und erzielte einen Treffer. Auch in zwei Begegnungen der Copa Sudamericana lief er 2012 auf. In der Spielzeit 2013/14 trug er mit 15 weiteren Erstligaspielen, in denen er zwei Tore erzielte, zum Gewinn des Landesmeistertitels bei. In der Saison 2014/15 wurde er in 27 Erstligaspielen (zwei Tore), zwei Partien (kein Tor) der Copa Sudamericana 2014 und fünf Spielen (kein Tor) der Copa Libertadores 2015 eingesetzt. Während der Apertura 2015 kam er 13-mal (kein Tor) in der Primera División und zweimal (kein Tor) in der Copa Sudamericana 2015 zum Einsatz. Anfang Februar 2016 wurde er an die Newell’s Old Boys ausgeliehen. Bislang (Stand: 3. März 2017) bestritt er bei den Argentiniern 17 Ligaspiele (kein Tor). Im Jahr 2017 wechselte er zu CA Peñarol, wo er bis 2021 eine spielte und in 113 Spielen 14 Tore erzielte. Im Jahr 2021 folgte ein Transfer zu Club Necaxa, wo Formiliano bis 2023 aktiv war. Im Jahr 2023 war er kurzzeitig vereinslos, fand dann im September mit San Lorenzo einen neuen Verein, wo er allerdings ohne Einsatz blieb und in seine Heimat zu den Montevideo Wanderers zurückkehrte. Im August 2024 wechselte er zum chilenischen Verein Universidad de Chile.

### Nationalmannschaft
Formiliano debütierte am 24. August 2009 unter Trainer Roland Marcenaro bei der 1:3-Niederlage im Freundschaftsspiel gegen Mexiko in der uruguayischen U-17-Nationalmannschaft. In der Auswahl absolvierte er insgesamt zwei Länderspiele (kein Tor). teilweise wird jedoch nur ein einziges U-17-Länderspiel für ihn geführt. Sein Debüt in der U-20-Nationalmannschaft Uruguays feierte er am 5. Mai 2011 unter Trainer Juan Verzeri beim 1:0-Sieg gegen die neuseeländische Auswahl. Mit der U-20 nahm er an der U-20 Südamerikameisterschaft 2013 in Argentinien teil. Im Laufe des Turniers wurde er sechsmal eingesetzt und erzielte ein Tor. Insgesamt bestritt er bislang (Stand: 8. Juli 2015) 18 Länderspiele (zwei Tore) in dieser Altersklasse.
Am 19. Mai 2015 wurde er von Trainer Fabián Coito zunächst für den vorläufigen Kader der U-22 bei den Panamerikanischen Spielen 2015 in Toronto nominiert. Schließlich gehörte er auch dem endgültigen Aufgebot an und gewann das Turnier mit der Celeste.

### Erfolge
- Uruguayischer Meister 2013/14
- Goldmedaille Panamerikanische Spiele 2015